# Delle
Delle é uma comuna francesa na região administrativa de Borgonha-Franco-Condado, no departamento do Território de Belfort. Estende-se por uma área de 9,2 km². Em 2010 a comuna tinha 5 764 habitantes (densidade: 626,5 hab./km²).